# Haboro
Haboro (jap. 羽幌町 Haboro-chō) – miasto w Japonii, w prefekturze Hokkaido, w podprefekturze Rumoi. Według danych na rok 2020 miejscowość zamieszkiwało 6 548 mieszkańców , a gęstość zaludnienia wyniosła 13,9 os./km².